# Armoriale dei comuni del Satakunta
Questa pagina contiene le armi (stemma e blasonatura) dei comuni finlandesi appartenenti alla regione del Satakunta.
|  | Regione della Satakunta Sini-kultakatkoisessa kilvessä pystyyn kavahtanut musta, punavaruksinen kruunupäinen karhu, joka pitää kämmenissään hopeista miekkaa; kruunu ja miekan kahva kultaa; saatteena karhun molemmin puolin yläkentässä seitsensakarainen hopeatähti (troncato d'azzurro e d'oro, all'orso ritto di nero attraversante, unghiato, illuminato e lampassato di rosso, coronato d'oro, tenente con le branche anteriori una spada d'argento posta in sbarra guarnita d'oro e accompagnato, in capo, da due stelle a sette raggi d'argento) |

## Comuni e città attuali
| Stemma | Nome del comune e blasonatura |
| ------ | --- |
|        | Eura Kultakentässä sinisen, sakarakoroisen reunuksen ympäröimänä musta, punavaruksinen karhu pystyasennossa, oikeassa kämmenessään iskuun kohotettu sininen miekka. (d'oro, all'orso ritto di nero, armato e lampassato di rosso, tenente con la branca destra una spada d'azzurro posta in sbarra; alla bordura merlata dello stesso)                                                                                              |
|        | Eurajoki (stemma in uso dal 1950 al 2016) Kultakentässä punainen, kilven toisesta reunasta toiseen ulottuva, sakarainen, alapuolella aaltokoron rajoittama muuri, josta nousee musta rapu pidellen saksissaan sinistä nahkiaista. (d'oro, alla fascia abbassata merlata di rosso, ondata in basso, murata di nero, da cui nasce un gambero di nero, tenente con le chele una lampreda d'azzurro)                                    |
|        | Harjavalta Sinisessä kentässä salamakimppu paaluittain, saatteena sen kummallakin puolella kaksi vinoristiä keskenään hirsittäin, kaikki kultaa. (d'azzurro, al fascio di fulmini d'oro posto in palo, accostato da quattro crocette di Sant'Andrea dello stesso, ordinate in fascia, due per lato) |
|        | Honkajoki (1952–2020) Sinisessä kentässä kaksikorvainen kultainen haarikka, jonka yläpuolella seitsenkärkinen hopeatähti. (d'azzurro, al mastello con due manici d'oro, sormontato da una stella a sette raggi d'argento) |
|        | Huittinen Vihreässä kentässä kaksi kultaista häränotsaa alakkain (di verde, a due palchi di corna di toro d'oro, posti uno sull'altro) |
|        | Jämijärvi Kultakentässä palkki, jonka kummallakin puolella saatteena palkeittain lentävä pääskynen, kaikki siniset (d'oro, al bastone d'azzurro, accostato da due rondini volanti dello stesso) |
|        | Kankaanpää Sinisessä kentässä alainen, yläreunaltaan liekkikoroinen hopeahirsi, jonka päällikkeenä pystyssä kultamänty. (d'azzurro, alla fascia ristretta abbassata d'argento, fiammeggiante sul lato superiore, al pino sradicato d'oro attraversante) |
|        | Karvia Sinisessä kentässä kuusikoroisen tyviön yläpuolella linnake, kaikki kultaa (d'azzurro, alla pianta di fortezza con cinque bastioni d'oro, alla campagna a ramo d'abete dello stesso) |
|        | Kiikoinen (1954–2012) Kultakentässä nouseva, musta, punakielinen pukki, jonka kaulassa hihnastaan riippuva, hopeinen tuohikontti (d'oro, all'ariete saliente di nero, nascente dalla punta, lampassato di rosso, tenente al collo una cintura da cui pende uno zaino di corteccia di betulla d'argento) |
|        | Kokemäki Sinisessä kentässä hopeinen, kultapäärmeinen ja -nauhainen piispanhiippa. (d'azzurro, alla mitra vescovile d'argento, orlata e con le due infule d'oro) |
|        | Köyliö (1950–2015) Sinisessä kentässä punainen, kultapäärmeinen piispanhiippa, alapuolella aaltokoroinen kultatyviö, jossa sininen kirves. (d'azzurro, alla mitra vescovile di rosso, orlata e con i due fanoni d'oro, alla campagna ondata dello stesso, caricata da un'ascia del campo posta in fascia) |
|        | Lavia (1955–2014) Sini-hopeakatkoinen kilpi. (troncato d'azzurro e d'argento) |
|        | Luvia (1954–2016) Sinisessä kentässä kultainen, kolmimastoinen kuunarilaiva (d'azzurro, al brigantino d'oro) |
|        | Merikarvia Sinisessä kentässä hopeinen, kolmimastoinen, etu- ja raakapurjeilla varustettu alus, joka ui aaltokoroisella kultatyviöllä. (d'azzurro, alla campagna ondata d'oro, su cui naviga un vascello d'argento) |
|        | Nakkila Sinisessä kentässä kultainen palkki, jossa musta nahkiainen; palkin kummallakin puolella kolme paaluttaista kultatähkää. (d'azzurro, alla banda d'oro, caricata di una lampreda di nero e accompagnata da sei spighe d'oro poste in palo e ordinate in orlo) |
|        | Noormarkku (1956–2009) Kultakentässä mustalla alasimella istuva punainen orava. (d'oro, allo scoiattolo di rosso seduto su un'incudine di nero) |
|        | Pomarkku Kultakentässä sininen, sahakoroinen lakio; viisi sakaraa ylöspäin. (d'oro, al capo dentato di quattro pezzi e due metà d'azzurro) |
|        | Pori Kullanvärisessä kilvessä edestäpäin punaisella ritarikruunulla varustettu musta karhunpää punainen kieli ojossa. Kilven alapuolta ympäröi sininen nauha, jossa hopeakirjaimin on lause «Deus protector noster«. (d'oro, alla testa d'orso in riscontro di nero, illuminata, lampassata e coronata di rosso; lo scudo accollato da un nastro d'azzurro recante la scritta "Deus protector noster" in lettere maiuscole argento) |
|        | Rauma Kultaisen latinalaisen ristin jakamassa sinisessä kilvessä neljä minuskeli r-kirjainta, yksi kussakin neljässä kentässä (d'azzurro, al filetto in croce d'oro, accantonato da quattro lettere minuscole r dello stesso) |
|        | Siikainen Sinisessä kentässä palkeittain asetettu, hyppäävä, hopeinen, punavaruksinen siika ja sen molemmin puolin saatteena seitsenkärkinen hopeatähti. (d'azzurro, al coregone saltante d'argento, illuminato, caudato e alettato di rosso posto in banda, accostato da due stelle a sette raggi d'argento) |
|        | Säkylä (1953–2015) Hopeinen tuulimylly sinisessä kentässä. (d'azzurro, al mulino a vento d'argento) |
|        | Ulvila Vihreässä kentässä kultainen Pyhän Olavin kuva, käsissään sotakirves ja valtakunnanomena, istumassa hopeisella valtaistuimella. (di verde, al Sant'Olaf d'oro tenente con le mani un'ascia da guerra e un mondo, seduto su un trono d'argento) |

## Municipalità disciolte e vecchie blasonature
| Stemma | Nome del comune e blasonatura |
| ------ | --- |
|        | Ahlainen (1954–1971) Sinisessä kentässä hopeinen, punavaruksinen lentävä lokki (d'azzurro, al gabbiano volante d'argento, imbeccato e membrato di rosso) |
|        | Hinnerjoki (1953–1969) Sinisessä kentässä vieretysten kolme hopeista, paaluittaista, kivistä vasarakirveen päätä (d'azzurro, a tre teste di martello di pietra d'argento, poste in palo e ordinate in fascia) |
|        | Honkilahti (1951–1969) Hopeakentässä vihreä kuusi, sen alla vihreä, aaltokoroinen tyviö, jossa hopeinen uiva siika (d'argento, all'abete di verde, alla campagna ondata dello stesso, caricata da un coregone d'argento) |
|        | Kauvatsa (1951–1968) Kulta-sinikatkoisen kilven yläkentässä musta, punavaruksinen silkkiuikun pää, alakentässä kolme kultanaurista lehtineen ryhmitettyinä 2 + 1. (troncato d'oro, alla testa di svasso maggiore di nero, imbeccato e lampassato di rosso, e d'azzurro, a tre rape fogliate d'oro) |
|        | Keikyä (1956–1980) Sinisessä kentässä reunasta reunaan ulottuva yksikaarinen, yläreunaltaan sakarakoroinen silta, jonka alapuolella hammasratas; kaikki hopeaa. (d'azzurro, alla ruota dentata d'argento sormontata da un ponte merlato di un arco dello stesso) |
|        | Kiukainen (1950–2008) Alaisen nyhäisen harjakoron jakaman kilven sinisessä yläkentässä kaksi paaluittaista kultatähkää, kultaisessa alakentässä sininen, aaltokoroinen hirsi. (d'oro, alla fascia ondata abbassata d'azzurro, cappato spinato dello stesso, a due spighe d'oro poste in palo) |
|        | Kodisjoki (1964–2006) Punaisessa kentässä kolme kultaista härän iestä alatusten (di rosso, a tre gioghi d'oro l'uno sull'altro) |
|        | Kullaa (1950–2004) Hopeisessä kentässä punainen, peittämätön pystyyn ladottu sysimiilu, sen yläpuolella painanteisen pilvikoron rajoittama musta yliskenttä (lakio), jossa raudanmerkki ja sen kummallakin puolella kuusisakarainen tähti; kaikki hopeaa. (d'argento, alla fornace di carbone a strati di rosso, scoperta e rivolta verso l'alto; al capo nebuloso di nero caricato da un simbolo del ferro accostato da due stelle a sei punte, il tutto d'argento) |
|        | Lappi (1951–2008) Sinisessä kentässä ristissä kaksi hopeista, kultavartista piilua, joiden alakulmassa saatteena hopeinen, kaateinen kuokanterä, näiden yläpuolella kultainen lakio, jossa kolme sinistä, kultaemiöistä pellavankukkaa. (d'azzurro, a due asce d'argento, manicate d'oro, poste in decusse, accompagnate in punta da una lama di vanga d'argento; al capo d'oro, caricato di tre cinquefoglie d'azzurro bottonate d'oro)                             |
|        | Comune rurale di Pori (1952–1966) Kultaisessa kentässä nouseva, musta, punakielinen karhu pidellen oikeassa kämmenessään kaateista sinistä ankkuria. (d'oro, all'orso ritto di nero nascente dalla punta, lampassato di rosso, tenente nella branca destra un'ancora rovesciata d'azzurro) |
|        | Comune rurale di Rauman (1954–1992) Sinisessä kentässä kultatyviö, jonka yläpuolella kolme hopeista, lentävää lokkia alatusten; lokkien varukset kultaa (d'azzurro, a tre gabbiani d'argento, imbeccati e membrati d'oro, volanti l'uno sull'altro, alla campagna dello stesso) |
|        | Vampula (1955–2008) Sinisessä kentässä alaisesta, koverasta kärjestä nouseva apilaristi, saatteena neljä naulaa 2+2, kärjet vastakkain; kaikki kultaa (d'azzurro, alla croce trifogliata d'oro, uscente da una punta arcuata dello stesso, accantonata da quattro chiodi appuntati pure d'oro) |